# Bisdom Kabankalan
Het bisdom Kabankalan (Latijn: Dioecesis Cabancalensis) is een rooms-katholiek bisdom met als zetel Kabankalan, op de Filipijnen. Het bisdom is suffragaan aan het aartsbisdom Jaro. 

## Geschiedenis
Het bisdom werd opgericht op 30 maart 1987, uit delen van het bisdom Bacolod. 

## Parochies
Het bisdom had in 2021 een oppervlakte van 3.924 km2 en telde 954.384 inwoners waarvan 80,0% rooms-katholiek was.

## Bisschoppen
- Vicente Macanan Navarra (21 november 1987 - 24 mei 2001)
- Patricio Abella Buzon (27 december 2002 - 24 mei 2016)
- Louie Patalinghug Galbines (12 maart 2018 - heden)

## Galerij van afbeeldingen

Wapen van het bisdom
Bisschop Vicente Macanan Navarra (1987-2001), de eerste bisschop

Jaro (aartsbisdom) · Bacolod · Kabankalan · San Carlos · San Jose de Antique